# Hermanos Villanueva
Los hermanos Villanueva fueron dos escritores y políticos españoles de comienzos del siglo XIX, de tendencia liberal:
- Joaquín Lorenzo Villanueva y
- Jaime Villanueva

Exiliados en Londres, junto con José Canga Argüelles editaron la revista Ocios de españoles exiliados entre 1824 y 1827, primero con periodicidad mensual, que pasó a ser trimestral.